# セネガル相撲

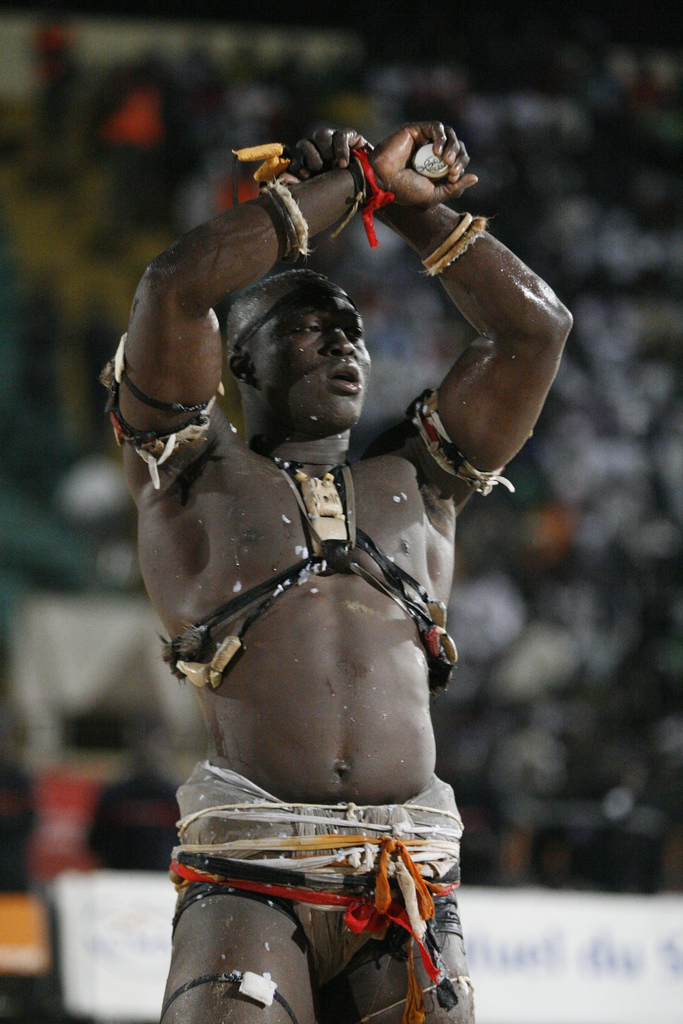
セネガル相撲の力士

セネガル相撲（セネガルずもう、仏: Lutte sénégalaiseまたは Lutte avec frappe）またはランブ（ウォロフ語: LaambまたはLamb）とは、アフリカのセネガル（特にシヌ＝サルーム地方やカザマンス地方）やガンビアに伝わる武術、格闘技である。セネガルでは人気スポーツとして親しまれている。プロの試合はテレビでも放映され人気を博しており、プロはそれぞれリングネームを名乗る。近年ではタイソンと呼ばれる選手が人気である。

## 概要
セネガル相撲は、もともとセネガル南部やガンビアで農繁期が終了した後の娯楽として行われていた伝統的な競技である。選手は、勝利を祈るため、イスラーム伝来前から伝わる伝統的なお守りや、イスラームのコーランの聖句を書き付けた紙などを身に着け、試合に望む。また、プロスポーツであるため、スポンサーのロゴが入ったシャツなども身につけている。それらは、試合が始まると全て脱ぎ、選手は腰布とマウスピースだけを身に着けて戦う。
婚約者から貰った腰巻を着けて戦う。試合に出るときはマラブー（呪術師）のチェックを受け、OKが出てから試合場に入るようになっており、試合の前にも儀式を行う。
セネガル相撲の世界にも相撲部屋のようなものがあり、各部屋が推薦する力士に国家セネガル相撲運営委員会(CNG)が免状を発行することで力士が誕生する。2010年から2011年の間に登録されていた力士の数は3029 人に上る。
日本の相撲の番付のような細かいランク付けは存在しないが、チャンピオンはロイ・ド・アリーナ(闘技場の王)と呼ばれる。現在のロイ・ド・アリーナは、数か月前に前チャンピオンのバラ・ゲイIIを破ったボンバルディエ（爆撃機の意) である。その他の強豪として、タイソン（マイク・タイソンに由来。親米家であるらしい)、グリ・ボルドー（由来は不明だが「灰色・赤紫色」の意)などユニークな四股名の力士が続く。
こうしたプロの試合は、トーナメント形式等ではなく、プロモーターが注目度の高い力 士の組み合わせで個別に試合を企画することで行われる。最高峰の力士の試合ともなると、プロモーターが両者合わせて1億 CFAフラン(約 2000 万円)など高額の報酬を力士に支払い、チケット代やスポンサーからの出資で元手が回収されるが、報酬が高額すぎて利益が上がらない場合もある。こういった有名力士の試合数は、年間通して1試合など極端に少ないが、試合自体はものの数十秒で決着が付く場合もある。こうした有名力士の人気は凄まじく、かつての日本の長嶋茂雄や王貞治のような国民的大スターである。彼らは多くのCMや広告に起用されている他、街中至る所に写真やブロマイドが飾られている。その時々の二大人気力士の名前を挙げ、「バラ・ゲイIIとボンバルディエどっちのファンか」などと質問されて、自分の贔屓の力士の名前を即答できない人はいないほど、セネガル相撲は国民的娯楽として根付いている。 セネガル相撲の力士は、セネガルにおいて、国外に出ずに大金を稼ぐ数少ない職業である。

## ルール

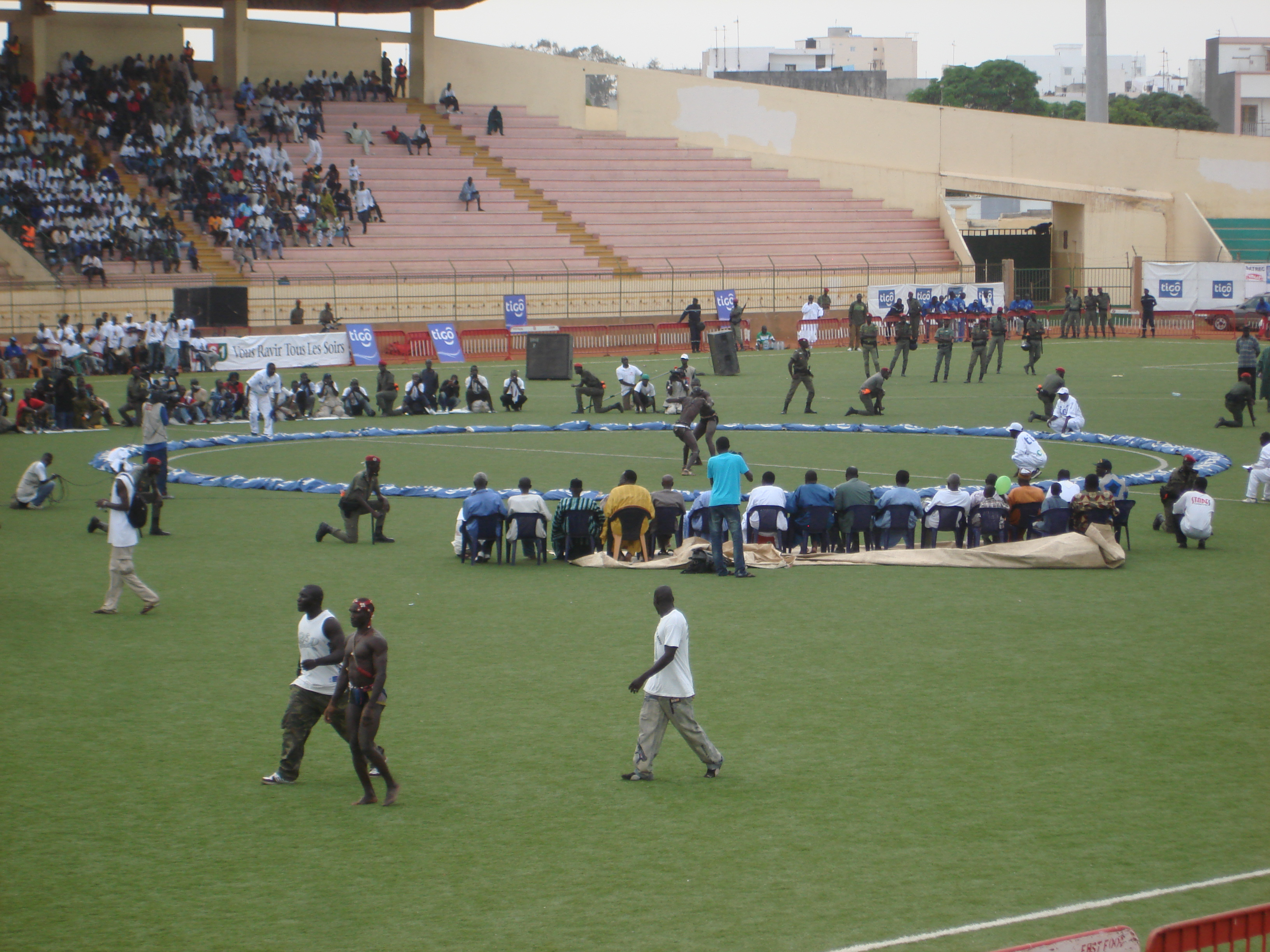
試合の様子

ルールは非常に厳格で、審判は主に三人から構成される。試合は大きな円形のリング（土俵）で行う。野外のスタジアムで行う事が多い。

相手の膝か背中を地面に付けると勝ちとなる。投げ技やタックルが主だが、プロでは素手の拳による打撃があるのが特徴である。フランス語の別名 Lutte avec frappe （突き技のあるレスリング）はそれに由来する。

## ロイ・ド・アリーナ保持者の一覧
ロイ・ド・アリーナは、国家セネガル相撲運営委員会により1986年に設置された。
- 1986-1999 マンガII
- 1999-2002 タイソン（フランス語版）
- 2002-2004 ボンバルディエ（フランス語版）
- 2004-2012 イェキニ（フランス語版）
- 2012-2014 バラ・ゲイII（フランス語版）
- 2014-2018 ボンバルディエ（フランス語版）
- 2018 エウメウ・セネ（フランス語版）
- 2019 モドウ・ロー（フランス語版）